# USS Macon (ZRS-5)
Pour les articles homonymes, voir USS Macon.
L’USS Macon (ZRS-5) était un dirigeable rigide exploité par la Marine des États-Unis pour la reconnaissance et le renseignement. Il a servi en tant que dirigeable porte-avions, lançant des appareils Curtiss F9C Sparrowhawk.
Il fut utilisé en service actif pendant moins de deux ans. En 1935, le Macon fut endommagé par un orage et perdu en Californie, au large de la côte du Big Sur.

## Construction et donneur d'ordre
Le dirigeable USS Macon fut construit au Goodyear Airdock à Akron dans l'Ohio par la Goodyear-Zeppelin Corporation. 
Le Macon reçut le nom d'une ville de l'État de Géorgie, parce que cette dernière était la plus grande cité du district du représentant au congrès Carl Vinson, président de la commission des Affaires navales à la Chambre des représentants des États-Unis. 
Le Macon fut baptisé et lancé le 11 mars 1933 par Jeanette Whitton Moffett, épouse du contre-amiral William A. Moffett, chef du Bureau Aéronautique de la Marine des États-Unis.
Le dirigeable prit son envol un mois plus tard, quelque temps après la perte tragique de son sistership, l'USS Akron. Le Macon entra en service pour la marine le 23 juin 1933, avec le Commandeur Alger H. Dresel à la barre.
Le Macon était construit avec une structure interne en duralumin et trois quilles intérieures.
La portance du dirigeable était obtenue avec 12 cellules de gaz en gélatine et latex, remplies d'hélium. À l'intérieur de la structure, le vaisseau emportait 8 moteurs à douze cylindres de 560 chevaux, conçus par la firme allemande Maybach. Ces moteurs fonctionnaient au gasoil. Ils entraînaient des hélices extérieures de propulsion orientables.
Les propulseurs à hélices étaient orientables vers le haut ou à l'horizontale pour contrôler le dirigeable durant les phases de décollage et d'atterrissage. Conçu pour emporter cinq biplans F9C Sparrowhawk, le Macon embarqua son premier appareil le 6 juillet 1933, durant des vols d'essais réalisés à Lakehurst (New Jersey). À bord, les avions étaient stockés dans un hangar intérieur et lancés puis récupérés via un système à base de trapèze.

### Architecture du vaisseau
Avec un peu moins de 7 mètres de moins que le Hindenburg, le Macon et son sister-ship, l'USS Akron, furent les plus importants objets volants du monde en termes de longueur et de volume. Et bien que l' Hindenburg - rempli à l'hydrogène - ait été plus long, les deux appareils Macon et Akron détiennent toujours le record du monde de la taille des dirigeables à l'hélium. Sa capacité de portance était assurée par 12 enveloppes de latex-gélatine remplies d'hélium.
Le Macon était prévu pour embarquer 100 hommes d'équipage. Il était doté de cuisines et d'une infirmerie.

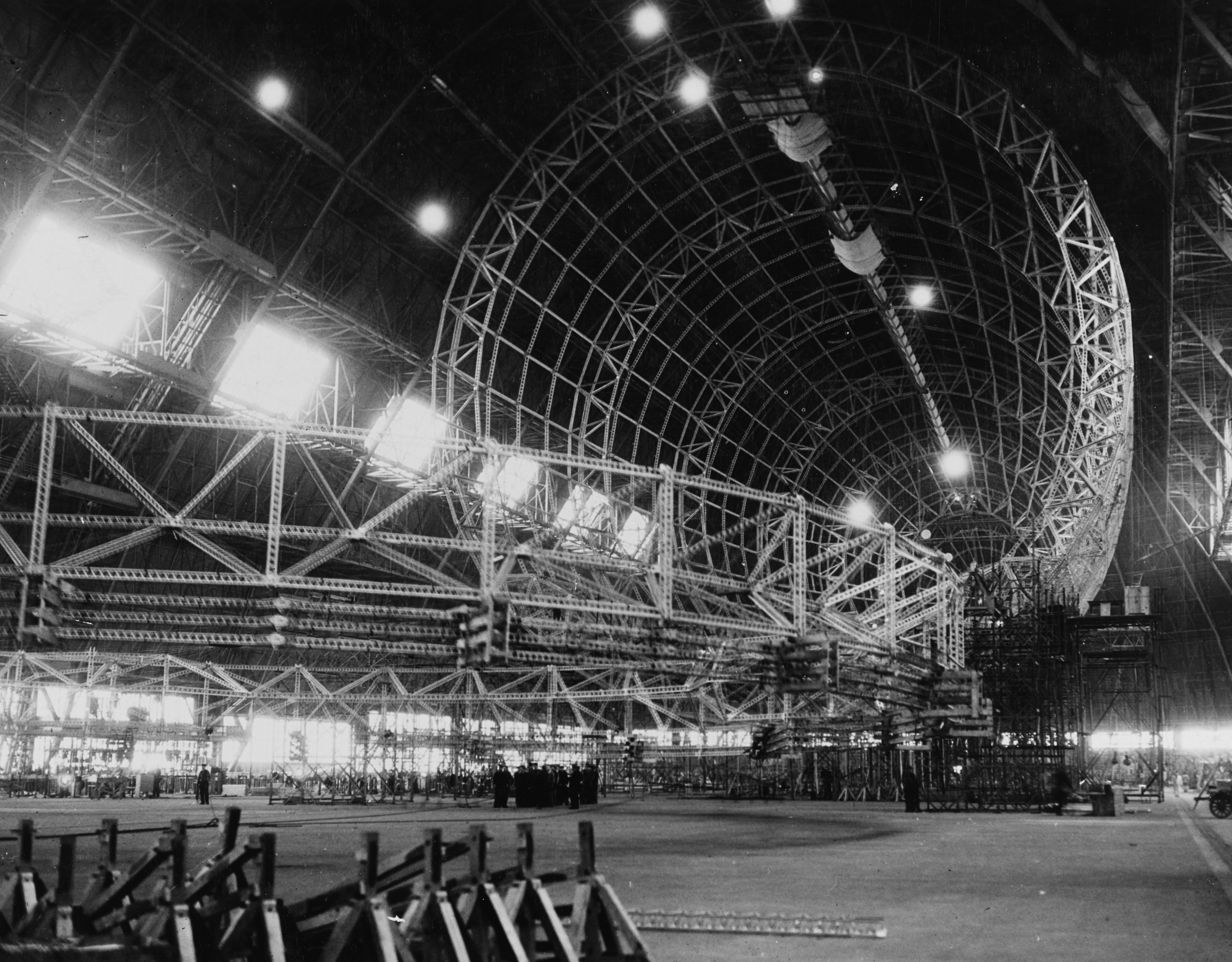
La structure du Macon au début de son assemblage
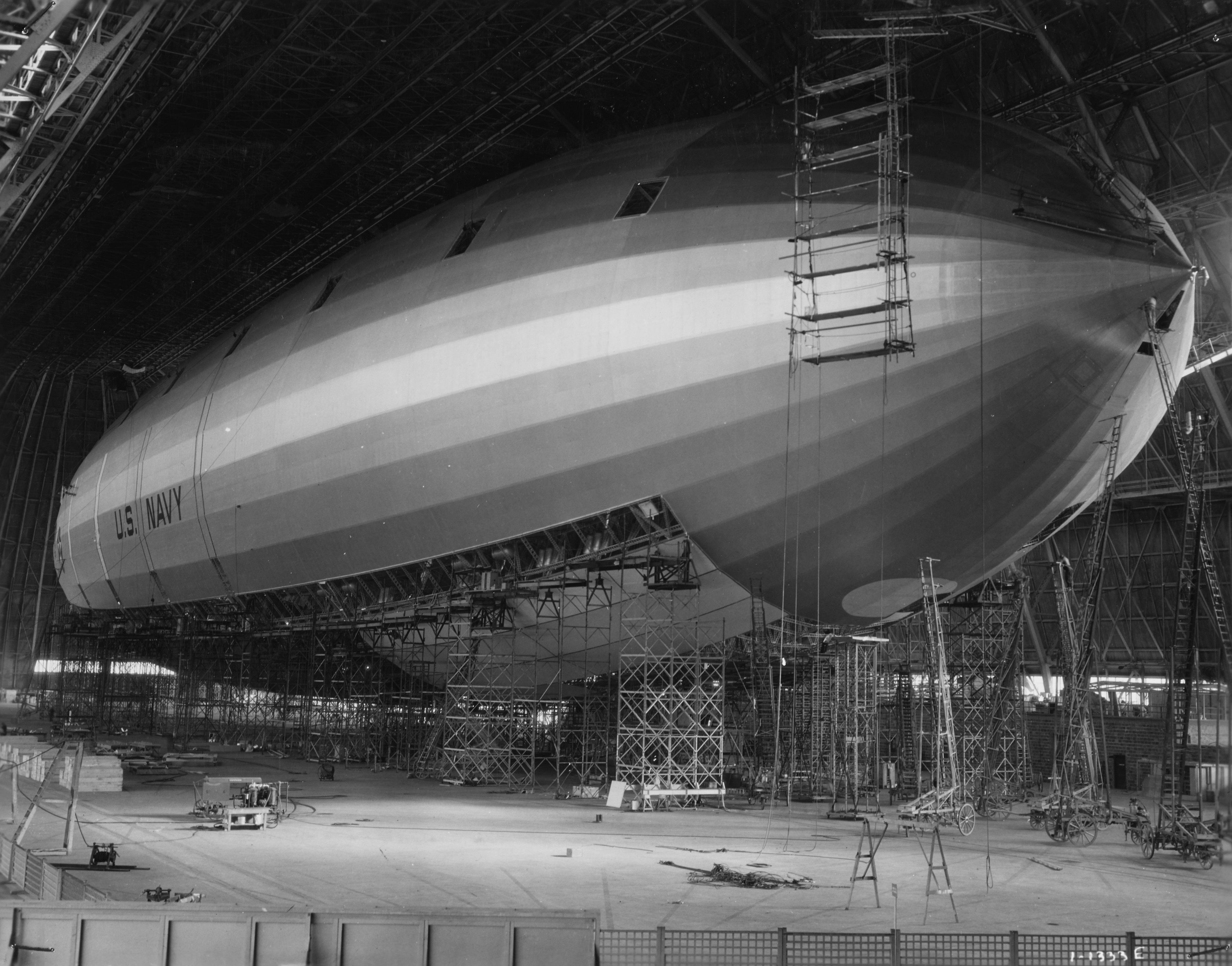
Le Macon en cours d'assemblage
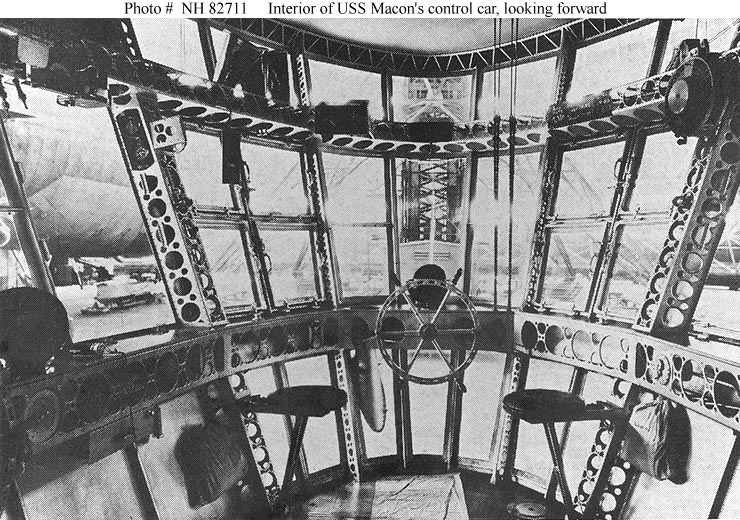
La passerelle de pilotage du Macon
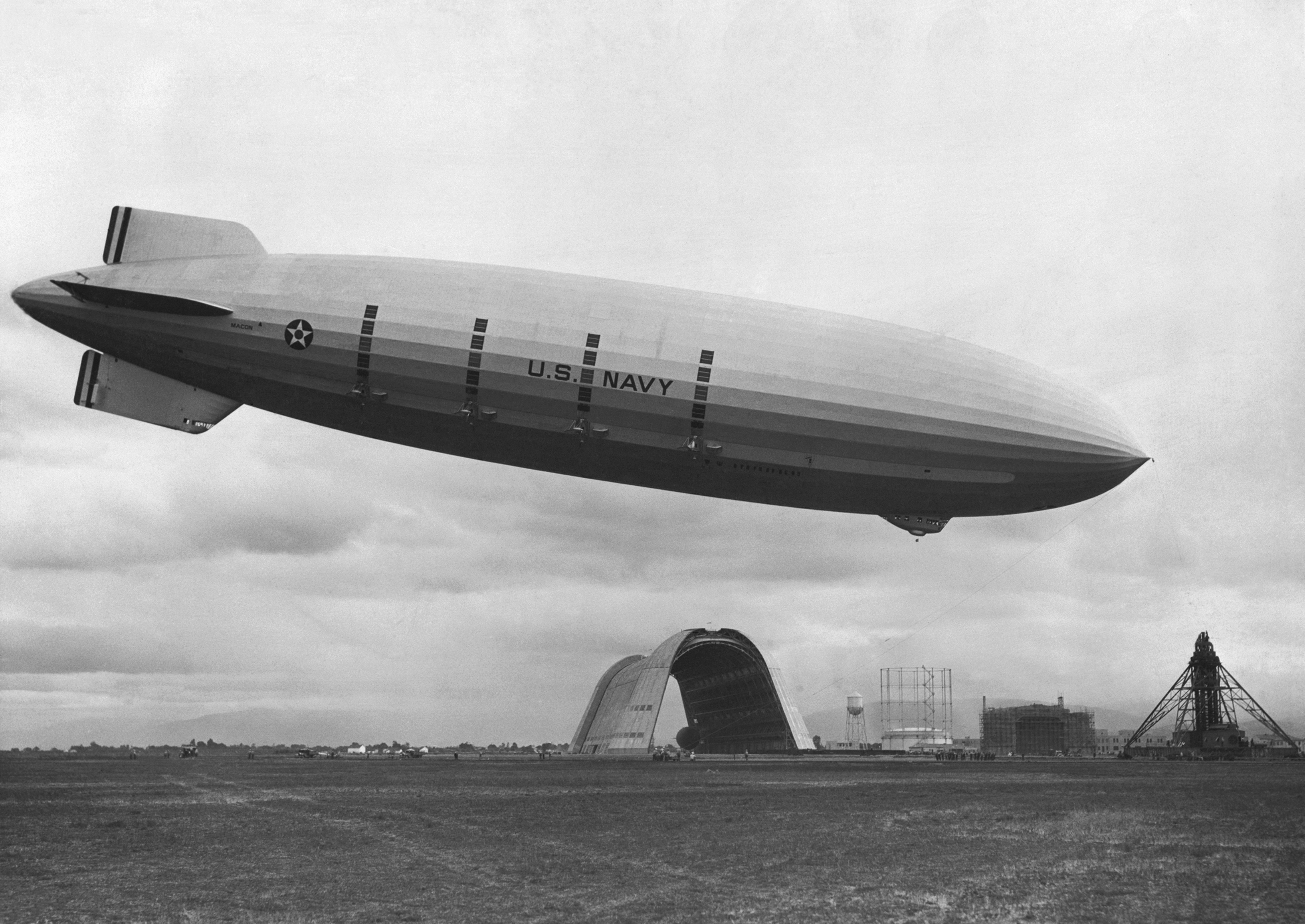
Le Macon à côté du hangar Goodyear

## Histoire de la mise en service

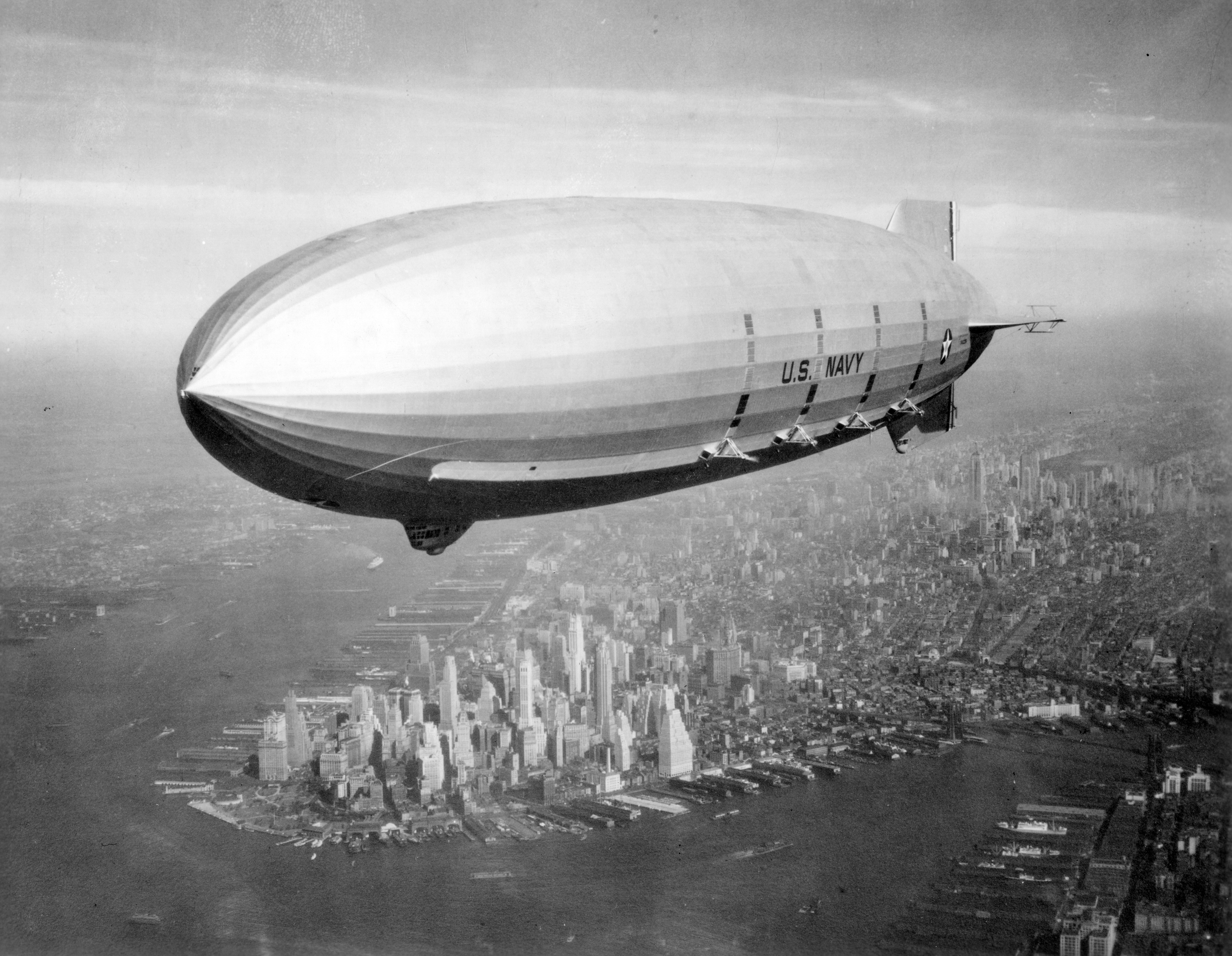
l'USS Macon survolant l'île de Manhattan à New York.

Quittant la côte Est le 12 octobre 1933, le Macon rejoint sa nouvelle base d'attache, le NAS de Sunnyvale (connu aujourd'hui sous le nom de Moffett Federal Airfield) dans le comté de Santa Clara, en Californie.
Le Macon eut une carrière beaucoup plus productive que son navire-jumeau, l'Akron. Ce sont les commandants successifs du Macon qui ont développé et mis au point la doctrine et les techniques à appliquer aux biplans embarqués pour la reconnaissance et le renseignement. Ce sont eux qui eurent l'idée d'embarquer les biplans F9C Sparrowhawk sans train d'atterrissage et avec un réservoir supplémentaire, augmentant de 30 % le rayon d'investigation du dirigeable. Le Macon participa à de nombreux exercices de la flotte. Malheureusement, les capacités du dirigeable furent mal exploitées par manque de compréhension de ses capacités hors-norme et inhabituelles, de la part des stratèges.
C'est peut-être pour ce motif que, vers 1934, le Lieutenant Commandant Herbert Wiley décida de surprendre le président Franklin D. Roosevelt ainsi que la Marine en lançant le Macon à sa recherche sur le croiseur USS Houston alors qu'il se rendait à Hawaii. Des journaux furent lancés au président sur son navire. En réponse, ce dernier fit parvenir au Macon le message radio suivant :
- du Houston : 15H19 Le président vous adresse ses compliments, ainsi qu'à votre appareil, pour votre belle performance, et votre remarquable navigation. Bien joué et merci pour les journaux, le Président.

Le commandant de la flotte, l'amiral Joseph M. Reeves, fut très perturbé par ce coup d'éclat, qui ne répondait pas vraiment aux contraintes de la hiérarchie militaire et se posa d'emblée la question de sa pertinence. Il semble en revanche que le commandant du bureau de l'aviation, l'amiral Ernest J. King, chef des opérations navales durant la Seconde Guerre mondiale ne se soit pas embarrassé de tels scrupules : Wiley fut en effet très rapidement promu au grade de Commandant.

## Expériences et tests sur le «panier espion»

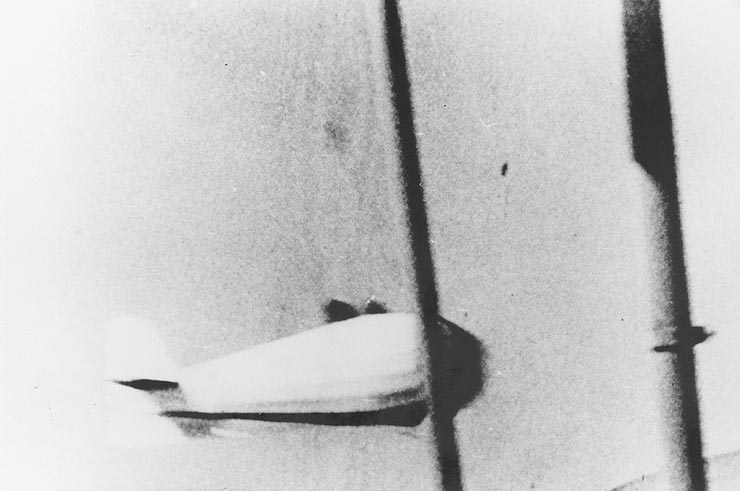
Le panier espion du Macon en cours de descente

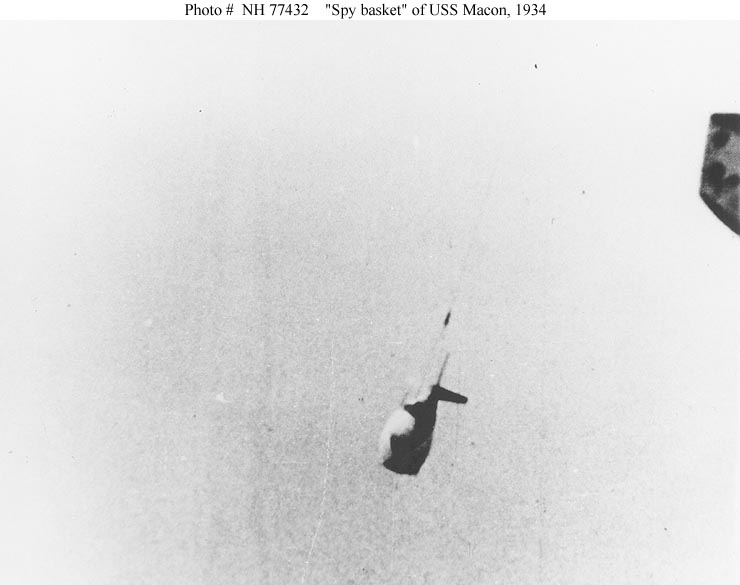
Le panier espion lors de l'opération, suspendu à son câble.

Les dirigeables sister-ship Akron et Macon étaient équipés chacun d'un équipement intitulé le panier espion. Ce panier ingénieux consistait en une petite partie amovible du fuselage suspendue sous le dirigeable, et qui permettait à un observateur posté à l'intérieur de regarder depuis une zone de visibilité située en dessous des nuages, où le dirigeable serait lui-même resté dissimulé.
Ce système conçu par Peilgondel Développement pour permettre de trainer une antenne radio, fut originellement testé sur les dirigeables Allemands lors de la première guerre mondiale. Il fut amélioré pour embarquer un observateur humain.
Il s'agissait d'augmenter encore les capacités furtive de l'appareil. Lors de ses premiers tests sur l'Akron, le dispositif se révéla terriblement instable, se balançant d'un côté à l'autre de l'aéronef, sous le regard inquiet de l'équipage. Après cette expérience, il ne fut plus jamais essayé.
Le panier espion similaire installé sur le Macon fut lui aussi testé et expérimenté le 27 septembre 1934. Il fut photographié et on peut ainsi l'observer dans ses conditions de largage.

## Prélude à l'accident
Au cours d'une traversée du continent Nord Américain, le Macon fut contraint de voler à une altitude de 1 800 m (6 000 pieds) pour franchir les montagnes de l'Arizona. Or la pression de fonctionnement du Macon en mode croisière était prévue pour une altitude de 900 mètres (3 000 pieds). Pour compenser les phénomènes de surpression des gaz dans leurs cellules de stockage (qui aurait pu conduire à leur rupture), dus aux basses pressions de cette altitude, il fallut procéder à des opérations de largage de l'hélium pendant l'ascension.
Mais pour compenser cette perte de capacité de portance du dirigeable, il fallut aussi larguer 4 tonnes (9 000 livres) de ballast, et 3 tonnes (7 000 livres) de carburant. Devenu beaucoup plus léger de plus de 15 000 livres, le Macon avait un comportement de vol très différent, et beaucoup plus vulnérable face aux éléments. Il lui fallut notamment voler en permanence à pleine puissance pour non seulement conserver sa capacité ascensionnelle, mais aussi pour affronter les turbulences rencontrées à proximité d'un col de la montagne de Van Horn, au Texas.
Ce vol dans des conditions difficiles provoqua la rupture d'une poutre diagonale dans l'un des anneaux. Cet anneau était celui qui soutenait les points d'attache de la dérive arrière.
Un contrôle rapide des dommages par le chef d'équipage Robert Davis permit une réparation de fortune des poutres avant que des dégâts plus importants ne surviennent. Le Macon poursuivit son voyage dans des conditions de sécurité satisfaisantes, mais avec les quatre anneaux supportant les dérives de queue abimés, et nécessitant un renforcement rapide.
Les poutres adjacentes aux dérives horizontale et aux élevons inférieures furent réparées, mais la réparation des poutres en duralumin de chaque côté des dérives supérieures fut repoussée jusqu'à la prochaine révision. Il était en effet indispensable de vider les cellules adjacentes de leurs gaz avant de pouvoir procéder à cette réparation.

## Le désastre

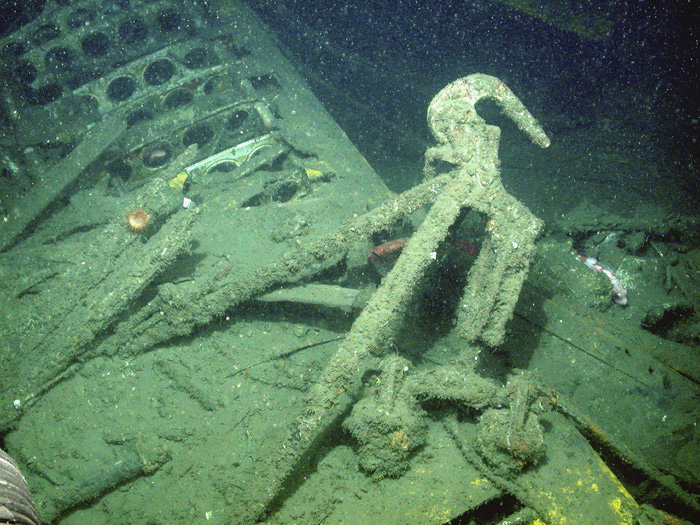
Le crochet d'appontage sur un Sparrowhawk englouti.

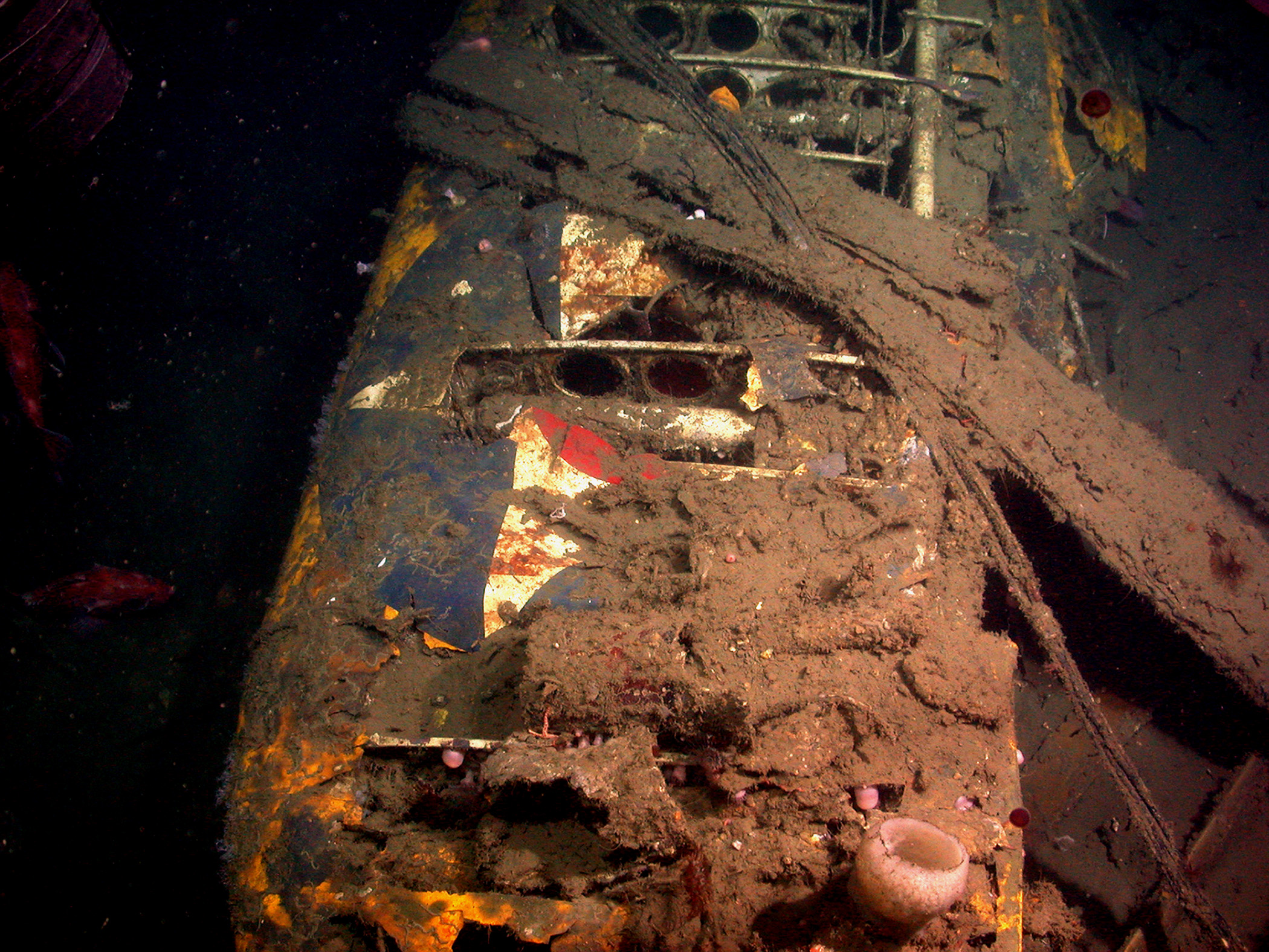
L'épave engloutie d'un des Sparrowhawk.

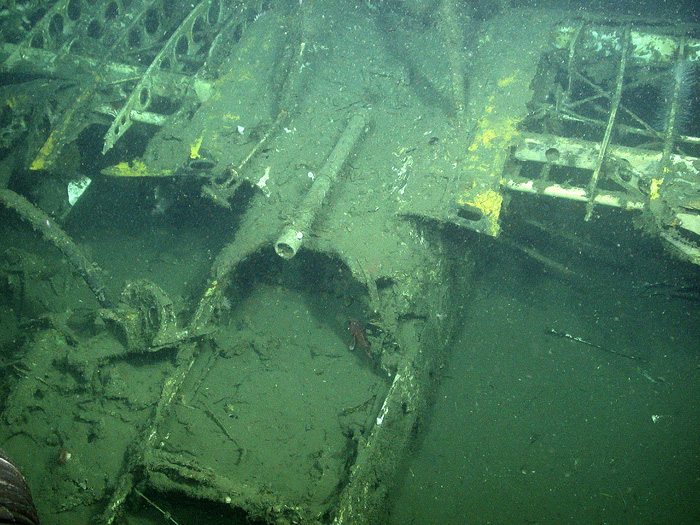
Vue du cockpit d'un Sparrowhawk centrée sur la lunette de visée.

Le 12 février 1935, alors que les réparations n'étaient pas finalisées, le Macon fut pris dans une tempête au large de Point Sur, en Californie, lors de son voyage de retour à Sunnyvale après des manœuvres avec la flotte. Pendant cette tempête, le dirigeable fut pris dans des vents cisaillants, ce qui causa une nouvelle défaillance structurale de l'anneau 17,5. C'est à cet anneau que la partie supérieure de la dérive de queue était attachée. La dérive fut arrachée et emportée par le vent. Les éléments de la structure perforèrent les cellules de gaz arrière, causant l'échappement de l'hélium. Dans l'urgence et avec des informations partielles, l'opérateur du dirigeable prit la décision de procéder à une libération massive et immédiate de ballast pour compenser la perte de gaz. Cette décision n'était pas adaptée à la situation : elle provoqua la perte de contrôle du dirigeable, entraînée par la lourdeur de sa queue désormais non sustentée, et par des moteurs mis en marche arrière toute, il se mit à piquer vers le haut. Après que suffisamment d'hélium eut été évacué, le Macon cessa son mouvement ascensionnel, et entama une descente douce. Il lui fallut 20 minutes pour tomber de 4 850 pieds et se poser doucement sur l'océan, avant de couler au large de la côte californienne.     
Seuls deux membres de l'équipage furent tués sur un effectif total de 76 membres d'équipage. Ce bilan limité est imputable aux conditions météo, notamment à la chaleur qui régnait et à l'introduction de gilets de sauvetage et des radeaux gonflables après la tragédie de l'USS Akron. Les deux disparitions d'équipiers auraient pu être évitées : l'opérateur radio de 1re classe Edwin Ernest Dailey sauta du dirigeable alors que celui-ci, bien qu'ayant perdu une partie importante de son altitude, se trouvait encore trop haut pour éviter une mort certaine lors du choc avec la surface de l'océan ; le serveur du Mess de 1re classe, Florentino Edquiba, se noya en nageant à l'intérieur de l'épave pour tenter de récupérer ses effets personnels.
La raison de la perte fut dans un premier temps imputée à une erreur de jugement du responsable des opérations à bord, consécutivement à la défaillance structurale et à la perte de la dérive. Si le dirigeable n'avait pas été conduit dans une zone de haute pression atmosphérique, alors que les cellules avaient été vidées et le gaz entièrement libéré, sa portance aurait été suffisante pour rejoindre la piste d'atterrissage de Moffet.
Une commission mise en place pour déterminer les causes de la perte de l'appareil conclut finalement à la non responsabilité de l'équipage. C'est à la Navy, en refusant de réparer la dérive du Macon avant qu'il ne soit envoyé sur une nouvelle mission, que fut attribuée la responsabilité de l'accident.
Le Macon, après avoir réalisé 52 vols depuis sa date de livraison, fut rayé des listes de la Marine le 26 février 1935. À la suite de ce nouvel accident, la marine décida de ne plus utiliser que des dirigeables non rigides.

## Exploration de la zone de l'épave

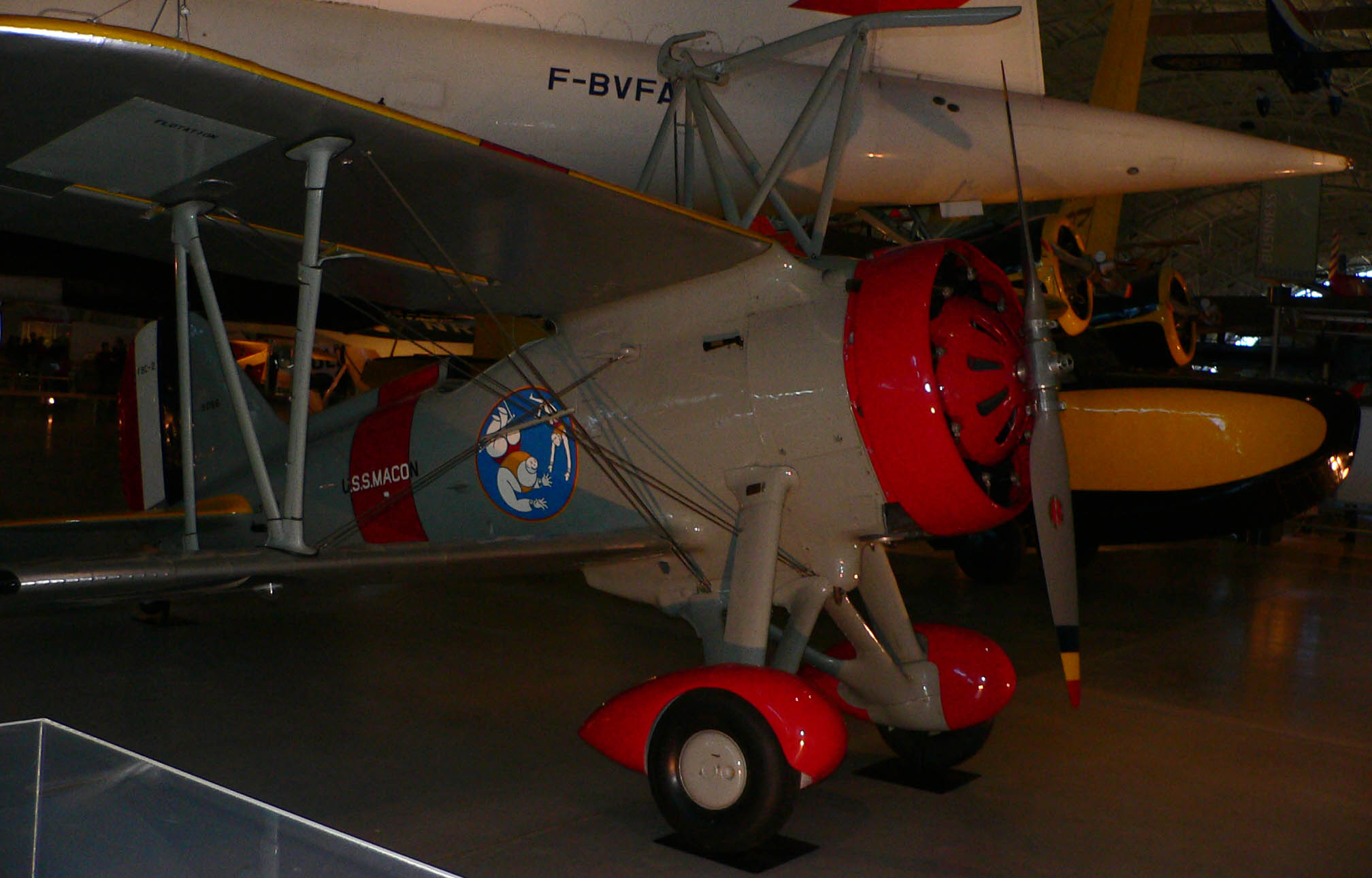
Le biplan F9C-2 du Macon préservé au Steven F. Udvar-Hazy Center.

Le Centre de recherche de l'Aquarium de Monterey (MBARI) parvint à localiser et observer les débris de l'épave sous-marine du Macon en février 1991. L'équipe d'exploration réussit également à rapporter des objets issus de son épave. 
Les explorateurs rapportèrent de leur mission des relevés par sonar, des vidéos, et des photographies.
En mai 2005, MBARI est reparti sur le site après une année de recherche pour identifier les autres ressources archéologiques immergées dans la baie. Un Sonar traîné fut utilisé pour inventorier méthodiquement le site.

### L'expédition de 2006
Une nouvelle campagne d'exploration, plus complète, incluant des moyens nouveaux et notamment le déploiement d'un ROV (un appareil sous-marin piloté à distance), fut lancée en septembre 2006. On comptait dans l'équipe de cette campagne des chercheurs de MBARI et de la National Oceanic and Atmospheric Administration, ainsi que des collaborateurs du Bureau des Sanctuaires Marins de la NOAA (National Oceanic and Atmospheric Administration Office of National Marine Sanctuaries). 
Un clip vidéo de l'expédition est disponible pour le grand public sur le site OceansLive Web Portal, qui est une publication de l'agence océanographique Américaine, la NOAA.
L'expédition de 2006 fut un succès, et produisit de nombreuses nouvelles informations. Elle permit aussi de constater les modifications intervenues sur le site depuis la dernière visite, près de 15 ans plus tôt. Des vidéos haute définition, ainsi que plus de 10 000 images furent prises. Elles ont été assemblées en une mosaïque photographique de l'épave.

### Protection
L'équipe de recherche et d'exploration émit également le souhait que l'épave du Macon soit référencée dans la liste du Registre National des Lieux Historiques (National Register of Historic Places). Ainsi, l'emplacement exact de l'épave demeure secret, et est inclus à l'intérieur du périmètre d'une Aire marine protégée. Le site est de toute façon inaccessible aux plongeurs autonomes du fait de sa profondeur, et se trouve ainsi physiquement protégé. Il est considéré par la Marine des États-Unis comme un cimetière marin,.